# Huang Liang-chi
Huang Liang-chi (* 8. März 1992 in Tainan) ist ein taiwanischer Tennisspieler.

## Karriere
Huang Liang-chi spielt hauptsächlich auf der ATP Challenger Tour und der ITF Future Tour. Er konnte bislang acht Einzel- und zwölf Doppelsiege auf der ITF Future Tour feiern. Auf der ATP Challenger Tour gewann er bislang ein Doppelturnier in Bangkok im Jahr 2013.
Huang Liang-chi spielt seit 2012 für die taiwanische Davis-Cup-Mannschaft. Für diese trat er in drei Begegnungen an, wobei er im Einzel eine Bilanz von 7:1 und im Doppel eine Bilanz von 1:3 aufzuweisen hat.

## Erfolge
| Legende (Anzahl der Siege)  |
| Grand Slam                  |
| ATP World Tour Finals       |
| ATP World Tour Masters 1000 |
| ATP World Tour 500          |
| ATP World Tour 250          |
| ATP Challenger Tour (1)     |

### Doppel

#### Turniersiege
| Nr. | Datum           | Turnier | Belag     | Partner | Finalgegner                 | Ergebnis |
| --- | --------------- | ------- | --------- | ------- | --------------------------- | -------- |
| 3.  | 31. August 2013 | Bangkok | Hartplatz | Chen Ti | Jeong Suk-young Nam Ji-sung | 6:3, 6:2 |